# Ariane Séguillon
Pour les articles homonymes, voir Séguillon.
Ariane Séguillon est une actrice française.

## Biographie
Elle est la nièce du journaliste et présentateur Pierre-Luc Séguillon. Elle vit de ces dix à seize ans avec son père en Afrique du Sud. 
Rentrée en France, elle suit plusieurs cours de théâtre à Paris : le Cours Simon de 1985 à 1988, puis le Cours Florent en classe libre de 1989 à 1991. 
Elle joue au théâtre des pièces de divers répertoires (Iphigénie en 1988,  L'Avare et La Mégère apprivoisée en 1994, Macbeth en 2004, Représailles, en 2016.
Tournant en parallèle dans plusieurs films, c'est cependant pour de participation à des téléfilms et des séries télévisées qu'elle tire sa notoriété : PJ, Julie Lescaut, Joséphine ange gardien, Le Juge est une femme, Louis la Brocante, Section de recherches, etc..
Depuis le 17 juillet 2017, elle joue le rôle de Christelle Moreno dans la série Demain nous appartient.

### Vie privée
À 19 ans, elle épouse Jean-Christophe Lauduique, petit-fils de Guy Lux et chanteur connu sous le nom de scène de Christophe Jenac. Le 7 juin 1994 naît leur fils, Dorian Lauduique (futur membre du groupe Ofenbach) ; le couple se sépare l'année suivante après sept ans de mariage. 
Elle publie en 2022 un ouvrage autobiographique intitulé La Grosse, où elle raconte son combat contre la boulimie.

## Théâtre

### Comédienne
- 1987 : Les Comiques, mise en scène J. Guillaux
- 1988 : La Putain respectueuse de Jean-Paul Sartre, mise en scène R. Margat
- 1988 : Iphigénie de Jean Racine, mise en scène Ariane Séguillon
- 1990 : L'Heure du lynx de Per Olov Enquist, mise en scène Bruno Hébert
- 1991 : Le Fils, mise en scène Jean-Pierre Garnier
- 1994 : La Mégère apprivoisée de William Shakespeare, mise en scène Bruno Hébert
- 1994 : Dommage qu'elle soit une putain de John Ford, mise en scène Thomas Le Douarec
- 1994 : L'Avare de Molière, mise en scène Henri Lazarini
- 1995-1997 : Une envie de tuer de Xavier Durringer, mise en scène Thierry de Peretti
- 1995 : La Reine blanche de Pierre Barillet et Jean-Pierre Gredy, mise en scène Henri Lazarini
- 1999 : Le Bonnet de Fou, mise en scène François Orsoni
- 2004 : Macbeth de William Shakespeare (Royal Shakespeare Company)
- 2007-2008 : Thalasso d'Amanda Sthers, mise en scène Stéphan Guérin-Tillié
- 2007 : Mauvais poil, one-woman show (Théâtre du Gymnase)
- 2016 : Représailles, d'Éric Assous, mise en scène d'Anne Bourgeois
- 2022 : Redoutables, mise en scène Jean-Luc Moreau, festival OFF théâtre de l'Oriflamme
- 2025 : On aurait dû aller en Grèce de Pierre-Marie Mosconi, mise en scène Anne Bourgeois, Théâtre du Gymnase Marie-Bell

### Metteuse en scène
- 1988 : Iphigénie de Jean Racine
- 2010 : En attendant la gloire de Jérémy Lorca (Théâtre le Temple)
- 2010 : La Mégère apprivoisée de William Shakespeare, adaptation

## Filmographie

### Cinéma

#### Courts métrages
- 1989 : La Valise de C. Nahon
- 1989 : À la recherche du Sacré Graal de L. Dupuis
- 1995 : Lumière de Charlotte Ambrogio
- 1995 : Le Lavomatic de D. Drach
- 1997 : Court-métrage de Laurent Bouhnik dans le cadre de Talents Cannes
- 1998 : La Tendresse sur pattes de Sandrine Willems
- 2003 : L'Ami de Marc Ponette
- 2004 : Un type disponible de Marc Ponette : La jeune femme
- 2004 : I'm an actrice de Maïwenn : La directrice de casting
- 2007 : Les Plumes de l'oncle d'Ayopou de Marie Meerson : Catherine
- 2008 : La Boîte à Pépé de Sami Zitouni : La responsable de la supérette
- 2010 : Les Petits papiers de Sami Zitouni
- 2013 : J'en rêve encore d'Olivier Rosenberg : Mme Puesch

#### Longs métrages
- 1993 : Le Moulin de Daudet de Samy Pavel
- 1994 : Acran de Solange Martin
- 1999 : 1999 Madeleine de Laurent Bouhnik
- 1999 : Aventures à Paris d'Alan Metter : Serveuse du café
- 2001 : Les Rois mages de Bernard Campan et Didier Bourdon : La rabatteuse
- 2002 : Parlez-moi d'amour de Sophie Marceau : Corinne
- 2005 : Tu vas rire, mais je te quitte de Philippe Harel : Delphine
- 2005 : L'Annulaire de Diane Bertrand : L'employée de l'usine
- 2005 : Edy de Stéphan Guérin-Tillié : La concierge de Louis
- 2006 : La Maison du bonheur de Dany Boon : Nicole Kurtz
- 2006 : Quelques jours en septembre de Santiago Amigorena
- 2007 : Les Murs porteurs de Cyril Gelblat : La sœur de Nanou
- 2009 : Je vais te manquer d'Amanda Sthers : Charlotte
- 2010 : La Rafle de Roselyne Bosch : La prostituée
- 2013 : Les Yeux jaunes des crocodiles de Cécile Telerman : Agnès
- 2013 : Women stories de Karine Silla
- 2014 : Road Games de Abner Pastoll
- 2014 : Grace de Monaco d'Olivier Dahan : Femme au marché
- 2017 : Madame d'Amanda Sthers : Josiane

### Télévision

#### Téléfilms
- 1996 : La Femme rêvée de Miguel Courtois : Noémie
- 1997 : Crim4 de Denis Amar
- 1997 : Père courage de Thierry Chabert
- 1997 : Viens jouer dans la cour des grands de Caroline Huppert
- 1998 : Tous ensemble de Bertrand Arthuys : Magali
- 1999 : La Vérité vraie de Fabrice Cazeneuve : Alexis
- 2000 : Juliette : service(s) compris de Jérôme Foulon
- 2001 : Joséphine ange gardien saison 5 épisode 3 La Fautive de Laurent Dussaux
- 2002 : Une preuve d'amour de Bernard Stora : Nadia
- 2004 : Cohabitation paternelle de Stéphane Kappes
- 2005 : C'est la vie, camarade! de Bernard Uzan : Anne-Sophie
- 2005 : S.A.C., des hommes dans l'ombre de Thomas Vincent : Marie Dominique Massié
- 2006 : Poison d'avril de William Karel : La femme d'un appartement de banlieue
- 2006 : L'Enfant de Noël de Stéphane Kappes
- 2006 : Double peine d'Arnaud Sélignac
- 2007 : Vérités assassines d'Arnaud Sélignac
- 2012 : La Méthode Claire de Vincent Monnet

#### Séries télévisées
- 1997 : PJ, épisode Cambriolage réalisé par Gérard Vergez : Mélanie
- 1997 : Julie Lescaut, épisode Cellules mortelles réalisé par Charlotte Brändström : Pasquier
- 1999 : Brigade spéciale, épisode La 7e victime réalisé par Charlotte Brändström : Sabine
- 2001 : Joséphine, ange gardien, épisode La Fautive réalisé par Laurent Dussaux : Éliane
- 2000 : Le juge est une femme, épisode Bon pour accord réalisé par Pierre Boutron : Médecin de José
- 2002 - 2011 : Sœur Thérèse.com, série créée par Michel Blanc : Lucie
- 2003 : Maigret, épisode Maigret et la princesse réalisé par Laurent Heynemann : Dany
- 2003 : Blague à part, épisode Hein ?
- 2003 : Louis la Brocante, épisode Louis, Mathilde et les autres réalisé par Pierre Sisser : Bernadette
- 2005 : Avocats et Associés, épisode Le feu de l'amour réalisé par Patrice Martineau : Vanina Masson
- 2006 : L'État de Grace, épisode Pièger réalisé par Pascal Chaumeil : La femme de Cyril Tesson
- 2007 : Un flic, épisode Confusion des peines réalisé par Frédéric Tellier : Gardienne de la paix
- 2008 : Central Nuit, épisode Comme des sœurs réalisé par Olivier Barma : Madame Rouquier
- 2011 : Scènes de ménages, 2 épisodes
- 2013 : Tiger Lily, 4 femmes dans la vie, mini-série réalisée par Benoît Cohen : Stéphane
- 2014 : Le juge est une femme, épisode D'entre les morts réalisé par Julien Zidi : Delphine Delano
- 2015 : Chefs, saison 1, épisodes 3 et 4 réalisés par Arnaud Malherbe : Inspecteur Laporte
- 2016 : Ça va marcher, mini-série : Ariane
- 2016 : Deux flics sur les docks, épisode Longue distance réalisé par Edwin Baily : Myriam Meriles
- 2016 : Section de recherches, épisode Sous influence réalisé par Jean-Marc Thérin : Franny / Marie-Françoise
- 2016 : Le Sang de la vigne, épisode Retour à Nantes réalisé par Klaus Biedermann : Juliette Daon
- 2017 - en cours : Demain nous appartient, série créée par Frédéric Chansel, Laure de Colbert, Nicolas Durand-Zouky, Éline Le Fur, Fabienne Lesieur et Jean-Marc Taba : Christelle Moreno
- 2023 : Camping Paradis, épisode Hip-Hop au camping  réalisé par Grégory Ecale : Odile
- 2024 : Master Crimes, épisode "la chambre rouge"

### Réalisation
- 2003 : Méfions-nous des scènes de la vie conjugale, court-métrage
- 2020 : Création d'un film (AsaCablanca) sous le personnage : d'Eriqua

### Participations
- 2021 : Fort Boyard sur France 2